# Traité des reliques
Le Traité des reliques est un essai publié par le réformateur protestant Jean Calvin en 1543.

## Présentation
De retour à Genève en 1541, Calvin se consacre à la pastorale et à la consolidation de la communauté réformée. En 1543, il publie quatre essais : la Défense de la doctrine du serf arbitre, où il affirme l'importance de la confiance en Dieu ; la Supplication et remontrance sur le fait de la chrétienté et de la réformation d’Église faite à l’Empereur, où il demande à Charles Quint de réformer l'Église et s'élève contre les « superstitions » ; le Petit Traité montrant que doit faire un homme fidèle entre les papistes, où il critique l'« idolâtrie papiste » ; et enfin le Traité des reliques.
L'ouvrage, rédigé en français, est publié à Genève et mis à l'Index l'année même de sa parution, en 1543.

## Contenu
Le Traité des reliques est un réquisitoire de Calvin contre le culte des reliques en usage dans l'Église catholique. Avec cet écrit, il appelle à la disparition de « cette superstition païenne de canoniser les reliques, tant de Jésus-Christ que de ses saints, pour en faire des idoles ».
Le texte se compose de deux parties : d'abord un essai qui analyse les fraudes pieuses et autres « mensonges » liés à ce culte ; ensuite, un catalogue raisonné de ces reliques.  

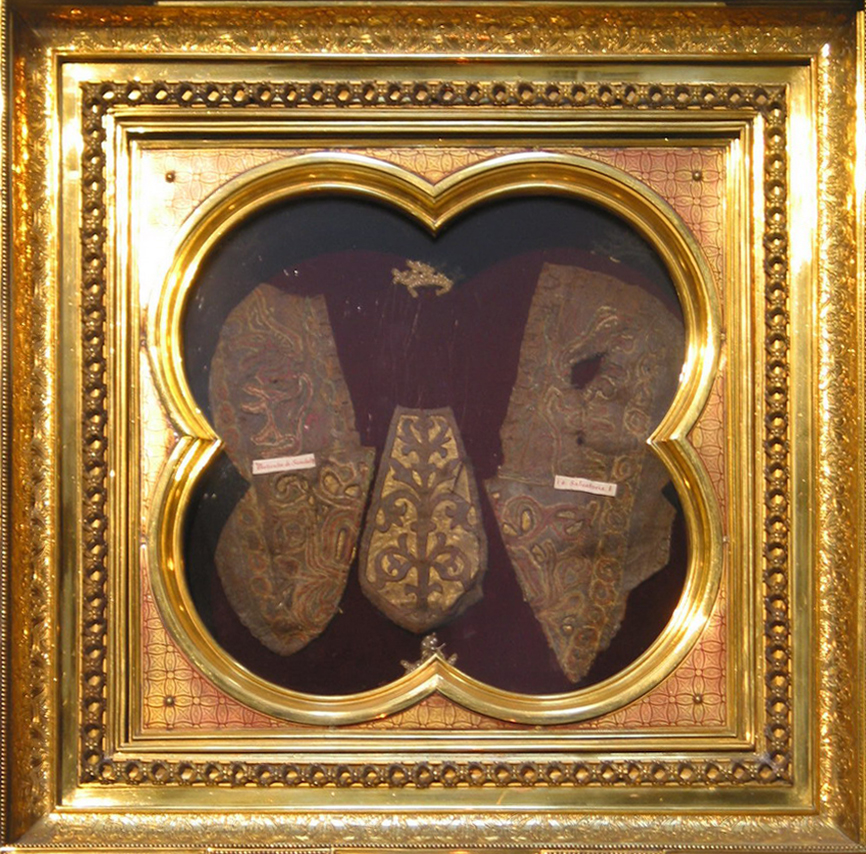
Les « sandales du Christ » conservées dans l'abbaye de Prüm.

Calvin ironise sur les nombreuses reliques attribuées à Jésus et offertes à la dévotion des fidèles : « Au lieu de chercher le Christ en sa Parole, en ses sacrements et en sa Grâce, on s'amuse à ses robes, ses cheveux et ses drapeaux. » Trop nombreux pour être vrais, ces objets de vénération lui paraissent souvent trop étranges pour ne pas sombrer dans le ridicule, comme le prétendu « lait de Marie » pieusement conservé dans de multiples endroits : « Tant y a que si la sainte Vierge eût été une vache et qu'elle eût été nourrice toute sa vie, à grand-peine en eût-elle pu rendre telle quantité. »
Pour Calvin, le message du Christ est plus important que ses vêtements ou ses hypothétiques restes corporels, sauf à sombrer dans l'adoration d'objets matériels et, partant, dans l'idolâtrie. Qui plus est, la plupart sont des faux, fabriqués de toutes pièces, ou des aberrations comme les trois « prépuces de Jésus » connus à son époque - et dont le nombre s'élève aujourd'hui à onze. Enfin, Calvin s'élève contre la vénération des instruments de la Passion, qui risque d'inciter les fidèles à vouer un culte aux pierres qui ont lapidé saint Étienne ou aux flèches qui ont transpercé saint Sébastien.

## Rééditions

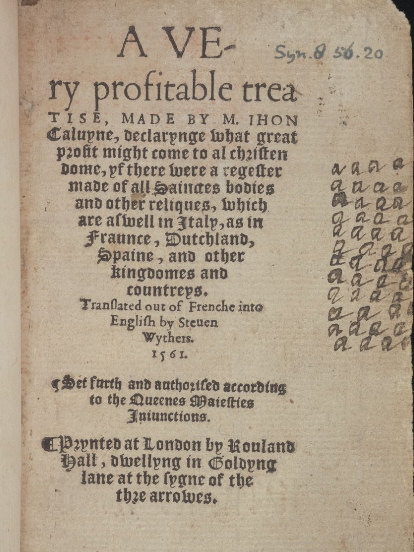
A Very Profitable Treatise, édition originale de la traduction anglaise, 1561.

L'ouvrage rencontre un succès immédiat. Réédité une dizaine de fois dans la seconde moitié du XVIe siècle, il est rapidement traduit en latin, en allemand, en anglais et en flamand. On dénombre vingt éditions entre 1543 et 1622 : sept en français, une en latin, six en allemand, deux en anglais et quatre en flamand. 
Parmi ses premiers traducteurs, on peut citer Nicolas Des Gallars (latin, 1548), Jacob Eysenberg (allemand, 1557), Johann Fischart (allemand, 1583) et Stephen Wythers (anglais, 1561),.
Les rééditions du Traité des reliques, constantes depuis la première parution, sont aujourd'hui, pour les plus récentes :
- Traité des reliques, texte présenté par Irena Backus, Labor et Fides, 2000  (ISBN 978-2-8309-0971-5) ;
- Traité des reliques, introduction et notes de Bernard Cottret, Les Éditions de Paris/Max Chaleil, 2009.